# Bystrzyca (dopływ Tyśmienicy)
Bystrzyca – rzeka, prawy dopływ Tyśmienicy o długości 56,5 km. 
Rzeka wypływa na północ od wsi Jedlanka i płynie w kierunku południowo-wschodnim. Najpierw przepływa pomiędzy kolonią Lipniak i jej częścią o nazwie Piaski, a następnie płynie niezalesionymi terenami i rozdziela dwie wsie: Celiny Włościańskie i Celiny Szlacheckie. Od tego miejsca zmienia kierunek na bardziej południowy, mija wieś Józefów i ponownie podąża w swym przeważającym kierunku wschodnio-południowo-wschodnim. Po minięciu Zawodzia, kolonii wsi Jeleniec, przyjmuje swój prawy dopływ Wilkojadkę i od południa mija położone po jej prawej stronie wsie Kierzków i Szczygły Dolne, następnie po jej lewej stronie wsie Świderki, Wólka Domaszewska i Zofibór, gdzie zasila w wodę kilka miejscowych stawów. Następnie płynie niedaleko Domaszewnicy, gdzie uchodzi do niej struga Samica. W dalszym biegu przepływa obok wsi Sobole, Rozwadów, Zarzec Ulański, gdzie wpada do niej struga Stanówka, po czym zmienia bieg na południowy i po paru kilometrach w Woli Osowińskiej przyjmuje swój czwarty dopływ Małą Bystrzycę. Płynąc dalej, we wsi gminnej Borki, rzeka zasila w wodę kompleks stawów, przepływa następnie pod drogą krajową nr 19, mija Starą Wieś i za wsią Maruszewiec wpada do Tyśmienicy.